# Rayssa Bratillieri
Rayssa Jordão Bratilieri Gomes (Apucarana, 11 de novembro de 1997) é uma atriz brasileira, mais conhecida por interpretar Ísis Ferraz, no remake da novela Elas por Elas e Pérola Mantovani na vigésima sexta temporada da série Malhação. Interpretou Soraia Assad no remake de Éramos Seis na TV Globo. No seu terceiro grande trabalho interpretou Camila Oliveira como protagonista do filme The Modelizer primeiro longa-metragem da atriz gravado em Hong Kong que estreou nos cinemas dos Estados Unidos em 14 de julho de 2023. Produziu e atuou em curtas-metragens como Plantando Retalhos, que rodou festivais no Brasil, e fez sua estreia no cinema brasileiro com Apaixonada: O filme. Recentemente, também integrou o elenco da série Amor da Minha Vida, produzida pela Disney Plus.

## Biografia
Natural de Apucarana, em 2014 com apenas 17 anos, se mudou para o Rio de Janeiro para se dedicar a carreira de atriz. No teatro, possui 9 peças teatrais, entre elas: Zoológico de Vidro, Vim pra dizer: não fico, Tinker Bell Na Floresta Mágica, Peter Pan 2 e A Bela e a Fera. Já no cinema, possui três curtas-metragens: A Colheita, Algum Romance Transitório e Plantando Retalhos.
Em 2017, esteve no elenco da peça O Ator e a Alma interpretando Laura Wingfield, personagem que segundo ela mudou sua forma de se enxergar como atriz. No mesmo ano, esteve no elenco da peça Segredos De Um Show Bar.
Em 2018, fez sua estréia na televisão, ganhando destaque ao interpretar Pérola Mantovani na vigésima sexta temporada de Malhação, da TV Globo. Inicialmente, Pérola foi apresentada como uma das antagonistas da trama, porém, o romance da personagem com Márcio (André Luiz Frambach) fez com que o casal ganhasse destaque, ofuscando o casal adolescente principal Maria Alice (Alice Milagres) e Alex (Daniel Rangel). Em 2019, fez sua estreia no "horário das seis" da emissora em Éramos Seis como a rica e mimada Soraia, filha do empresário Assad (Werner Schünemann), repetindo o par romântico com Frambach. Em 2023, retorna as novelas em Elas por Elas como a jovem Ísis, formando par romântico com Filipe Bragança.

## Vida pessoal
Em janeiro de 2019, assumiu namoro com o ator André Luiz Frambach, seu par romântico em Malhação: Vidas Brasileiras e em Éramos Seis. O casal terminou o relacionamento em junho de 2021, após mais de 2 anos juntos.
Em fevereiro de 2022, assumiu seu namoro com o diretor criativo Anthony Garcia.

## Filmografia

### Televisão
| Ano       | Título                      | Personagem         | Notas                       |
| --------- | --------------------------- | ------------------ | --------------------------- |
| 2018–2019 | Malhação: Vidas Brasileiras | Pérola Mantovani   |                             |
| 2019–2020 | Éramos Seis                 | Soraia Assad       |                             |
| 2023–2024 | Elas por Elas               | Ísis Ferraz Aranha |                             |
| 2024      | Amor da Minha Vida          | Paula Brás         |                             |
| 2025      | Mania de Você               | Rebeca             | Episódios: "18–24 de março" |

### Cinema
| Ano  | Título                    | Papel           |
| ---- | ------------------------- | --------------- |
| 2015 | A Colheita                |                 |
| 2018 | Algum Romance Transitório |                 |
| 2021 | Plantando Retalhos        | Fernanda        |
| 2023 | The Modelizer             | Camila Oliveira |
| 2024 | Apaixonada                | Júlia           |

## Teatro
| Ano  | Título                         | Papel           |
| ---- | ------------------------------ | --------------- |
| 2014 | Tinker Bell Na Floresta Mágica |                 |
| 2014 | Peter Pan 2                    |                 |
| 2015 | A Bela E A Fera                |                 |
| 2017 | O Ator E A Alma                | Laura Wingfield |
| 2017 | Segredos De Um Show Bar        |                 |

## Prêmios e indicações
| Ano  | Prêmiação                 | Categoria               | Indicação                   | Resultado |
| ---- | ------------------------- | ----------------------- | --------------------------- | --------- |
| 2018 | Melhores do Ano Natelinha | Ator ou Atriz Revelação | Malhação: Vidas Brasileiras | Venceu    |